# 핫토리 고타
핫토리 고타(일본어: 服部 公太, 1977년 11월 22일 ~ )는 일본의 전 축구 선수이다.

## 구단 경력
과거 산프레체 히로시마, 파지아노 오카야마에서 활동하였다.